# Napój bezalkoholowy

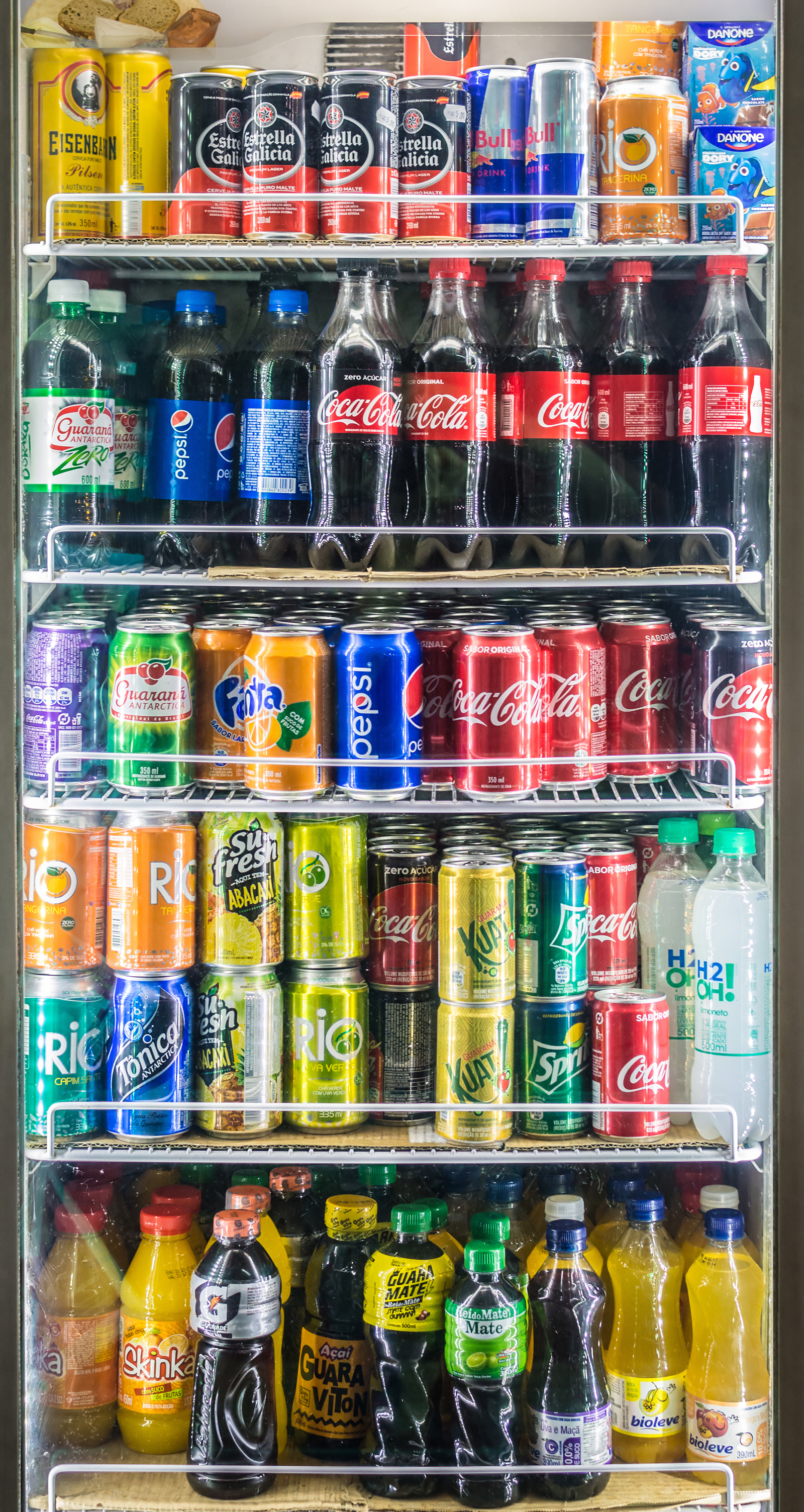
Różne napoje bezalkoholowe w supermarkecie

Napój bezalkoholowy – rodzaj napoju, który nie zawiera znaczących ilości alkoholu. Alkohol w niewielkich ilościach występuje naturalnie w wielu napojach, takich jak soki owocowe, a także tworzy się w wyniku fermentacji, np. w kwasie chlebowym, należałoby jednak wypić ogromne ilości takich napoi, żeby odczuć jakiekolwiek oddziaływanie spożytego alkoholu. Według polskiego prawa napój nie jest napojem alkoholowym, gdy zawiera nie więcej niż 0,5% etanolu.
Zazwyczaj napoje dzieli się według kryterium temperatury podawania na zimne i gorące.

## Napoje gorące
- kawa: prawdziwa, zbożowa
- herbata: czarna, zielona, herbaty aromatyzowane
- kakao
- czekolada pitna
- bawarka

## Napoje zimne
- woda, woda mineralna
- woda sodowa i wody gazowane
- oranżady (słodzone napoje gazowane) i lemoniada, w tym napoje typu cola: Coca-Cola, Pepsi-Cola i inne
- pasteryzowane i świeże soki owocowe i warzywne
- mleko: krowie, bawole, kozie, kobyle, wielbłądzie (pite również na gorąco)
- napoje mleczne fermentowane i niefermentowane: kefir, jogurt, maślanka, zsiadłe mleko
- piwo bezalkoholowe zawierające nie więcej niż 0,5% alkoholu (objętościowo), piwo smakowe
- podpiwek
- koktajle owocowe i warzywne
- kompoty
- tonik
- kwas chlebowy i kwas miodowy
- szampan bezalkoholowy (wersja szampana przeznaczona dla osób niepełnoletnich)
- wino bezalkoholowe[1]